# Dehumanizer
Dehumanizer je šestnácté studiové album britské metalové skupiny Black Sabbath, produkované Reinholda Macka, které vyšlo v červnu 1992 přes vydavatelství I.R.S. Records.  
Jedná se o první studiové album Sabbath za více než jedenáct let, na kterém se podílela sestava z alba Mob Rules. Počáteční psaní a demo nahrávky obsahovalo bubeníka Cozyho Powella a jsou k mání i bootlegy. Powell se však později zranil se zlomeninou kyčle a byl nahrazen Vinnym Appicem. Dio původně chtěl nahradit Powella Simonem Wrightem (ex-AC/DC, Dio), ale Butler a Iommi ho odmítli.
Textově i hudebně je Dehumanizer považováno za jedno z nejtěžších alb Sabbath. Lyrická témata se liší od počítače uctívaného jako bůh ('Computer God'), přes televangelisty ('TV Crimes'), až po individualismus ('I') a pochybnosti o posmrtném životě ('After All (The Dead)').
Na konci turné k tomuto albu ze skupiny odešel Ronnie James Dio a Appice se vrátil zpět k Diovi. Album se umístilo v britském žebříčku na 28. místě a v americkém žebříčku 44. místě.

## Seznam skladeb
Všechny skladby napsali Geezer Butler, Ronnie James Dio a Tony Iommi.

### Strana jedna
1. Computer God – 6:10
2. After All (the Dead) – 5:37
3. TV Crimes – 3:58
4. Letters from Earth – 4:12
5. Master of Insanity – 5:54

### Strana dva
1. Time Machine – 4:10
2. Sins of the Father – 4:43
3. Too Late – 6:54
4. I – 5:10
5. Buried Alive – 4:47

### Bonus
Americké vydání obsahovalo bonus:
1. Time Machine (Wayne's World Version) – 4:18 První nahrávka této písně, původně pro soundtrack k filmu

## Sestava
- Ronnie James Dio – zpěv
- Tony Iommi – kytara
- Geezer Butler – baskytara
- Vinny Appice – bicí
- Geoff Nicholls – klávesy
- Mack – produkce, režie, mixáž
- Darren Gayler – režie
- Stephen Wissnet – režie